# Gedsted (plaats)
Gedsted is een plaats in de Deense regio Noord-Jutland, gemeente Vesthimmerland. De plaats telt 930 inwoners (2011).
- Library of Congress Control Number: n86074402
- Nationale Bibliotheek van Israël: 987007560011805171
- Virtual International Authority File: 123237900